# برنارد هرمن
برنارد هرمن (به انگلیسی: Bernard Herrmann) آهنگساز اهل آمریکا بود که بیشتر به خاطر آثارش در زمینهٔ موسیقی فیلم شهرت دارد. او در ۲۹ ژوئن ۱۹۱۱ به‌دنیا آمد و در ۲۴ دسامبر ۱۹۷۵ درگذشت.
هرمن که برای موسیقی فیلم شیطان و دنیل وبستر (۱۹۴۱) برندهٔ ۱ جایزهٔ اسکار شده‌است، بیشتر به خاطر همکاری‌هایش با آلفرد هیچکاک و موسیقی فیلم‌هایی مانند روانی، شمال از شمال غربی، مردی که زیاد می‌دانست و سرگیجه شهرت دارد. او همچنین آثار درخور توجهی برای کارگردانان دیگر و فیلم‌های مطرحی مانند همشهری کین، روح و خانم مویر، تنگهٔ وحشت و راننده تاکسی ساخته‌است.
هرمن آثاری هم برای نمایش‌های رادیویی (به ویژه برای اورسن ولز)، چندین موسیقی فیلم برای ری هری‌هاوزن و قطعاتی برای چند سریال تلویزیونی نوشته‌است. استفادهٔ خلاقانه از سازهای بادی برنجی و رنگ‌بندی شفاف ارکستراسیون از ویژگی‌های موسیقی این هنگساز است. ایت

## فیلم‌شناسی
| سال  | عنوان                                                   | کارگردان          | یادداشت                                   |
| ---- | ------------------------------------------------------- | ----------------- | ----------------------------------------- |
| ۱۹۴۱ | همشهری کین                                              | اورسن ولز         | نامزدی نامزدی جایزه اسکار                 |
| ۱۹۴۱ | شیطان و دنیل وبستر also known as All That Money Can Buy | ویلیام دیترله     | برنده جایزه اسکار                         |
| ۱۹۴۲ | آمبرسون‌های باشکوه                                       | اورسن ولز         | در عنوان بندی نیامده                      |
| ۱۹۴۳ | جین ایر                                                 | رابرت استیونسون   |                                           |
| ۱۹۴۵ | میدان خماری                                             | جان برام          |                                           |
| ۱۹۴۶ | آنا و سلطان سیام                                        | جان کرامول        | نامزدی اسکار                              |
| ۱۹۴۷ | روح و خانم میور                                         | جوزف ال. منکیه‌ویچ |                                           |
| ۱۹۴۸ | تصویر جنی                                               | ویلیام دیترله     | Theme                                     |
| ۱۹۵۱ | روزی که دنیا از حرکت بازماند                            | رابرت وایز        | نامزدی جایزه گلدن گلوب                    |
| ۱۹۵۱ | در زمین خطرناک                                          | نیکلاس ری         |                                           |
| ۱۹۵۲ | ۵ انگشت                                                 | جوزف ال. منکیه‌ویچ |                                           |
| ۱۹۵۲ | برف‌های کلیمانجارو                                       | هنری کینگ         |                                           |
| ۱۹۵۳ | White Witch Doctor                                      | هنری هاتاوی       |                                           |
| ۱۹۵۳ | پایین صخره دوازده مایلی                                 | رابرت دی وب       |                                           |
| ۱۹۵۳ | King of the Khyber Rifles                               | هنری کینگ         |                                           |
| ۱۹۵۴ | باغ شیطان                                               | هنری هاتاوی       |                                           |
| ۱۹۵۴ | سینوهه                                                  | مایکل کورتیز      | Co-composer: آلفرد نیومن                  |
| ۱۹۵۴ | Prince of Players                                       | فیلیپ دان         |                                           |
| ۱۹۵۵ | دردسر هری                                               | آلفرد هیچکاک      |                                           |
| ۱۹۵۵ | اهل کنتاکی                                              | برت لنکستر        |                                           |
| ۱۹۵۶ | مردی که زیاد می‌دانست                                    | آلفرد هیچکاک      |                                           |
| ۱۹۵۶ | مردی با کت و شلوار خاکستری فلانل                        | نانالی جانسون     |                                           |
| ۱۹۵۶ | مرد عوضی                                                | آلفرد هیچکاک      |                                           |
| ۱۹۵۶ | ویلیامزبرگ: داستان یک وطن‌پرست                           | جرج سیتون         | موضوع کوتاه                               |
| ۱۹۵۷ | یه مشت بارون                                            | فرد زینمان        |                                           |
| ۱۹۵۸ | سرگیجه                                                  | آلفرد هیچکاک      |                                           |
| ۱۹۵۸ | برهنه و مرده                                            | رائول والش        |                                           |
| ۱۹۵۸ | سفر هفتم سندباد                                         | نیتن اچ. جوران    |                                           |
| ۱۹۵۹ | شمال از شمال غربی                                       | آلفرد هیچکاک      |                                           |
| ۱۹۵۹ | جین آبی                                                 | فیلیپ دان         |                                           |
| ۱۹۵۹ | سفر به اعماق زمین                                       | هنری لوین         |                                           |
| ۱۹۶۰ | روانی                                                   | آلفرد هیچکاک      |                                           |
| ۱۹۶۰ | The Three Worlds of Gulliver                            | Jack Sher         |                                           |
| ۱۹۶۱ | جزیره اسرارآمیز                                         | سی اندفیلد        |                                           |
| ۱۹۶۲ | Tender Is the Night                                     | هنری کینگ         |                                           |
| ۱۹۶۲ | تنگهٔ وحشت                                               | جی. لی تامپسون    |                                           |
| ۱۹۶۳ | جیسن و آرگونات‌ها                                        | Don Chaffey       |                                           |
| ۱۹۶۳ | پرندگان                                                 | آلفرد هیچکاک      | sound consultant                          |
| ۱۹۶۴ | مارنی                                                   | آلفرد هیچکاک      |                                           |
| ۱۹۶۵ | Joy in the Morning                                      | Alex Segal        |                                           |
| ۱۹۶۶ | پرده پاره                                               | آلفرد هیچکاک      | unused score                              |
| ۱۹۶۶ | فارنهایت ۴۵۱                                            | فرانسوا تروفو     |                                           |
| ۱۹۶۸ | عروس سیاه‌پوش                                            | فرانسوا تروفو     |                                           |
| ۱۹۶۸ | Twisted Nerve                                           | Roy Boulting      | main theme featured in بیل را بکش (۲۰۰۳)  |
| ۱۹۶۹ | نبرد نرتوا                                              | ولکو بولائیچ      |                                           |
| ۱۹۷۱ | نابودگر شب                                              | آلستیر رید        |                                           |
| ۱۹۷۱ | شب بی‌پایان                                              | Sidney Gilliatt   |                                           |
| ۱۹۷۳ | خواهران                                                 | برایان دی پالما   |                                           |
| ۱۹۷۴ | زنده است                                                | Larry Cohen       |                                           |
| ۱۹۷۶ | وسواس                                                   | برایان دی پالما   | نامزدی اسکار                              |
| ۱۹۷۶ | راننده تاکسی                                            | مارتین اسکورسیزی  | Oscar and جایزه گرمی nominee; بفتا winner |